# Révolution du bistouri
La « Révolution du bistouri » est un mouvement contestataire du corps médical qui s'est produit en Tunisie en 2013-2014. Ces événements font suite à la soumission, au sein de l'assemblée constituante, du projet de loi n°38/2013 qui impose un travail obligatoire de trois ans dans les structures de la santé publique aux nouveaux médecins spécialistes et médecins-dentistes.

## Contexte
Depuis 2010, les médecins spécialistes sont obligés de travailler une année dans les zones de l'intérieur après la fin de leurs études, et ce dans le cadre du service national imposé aux deux sexes. Cette mesure a été supprimée temporairement par le gouvernement Caïd Essebsi en 2011.
En 2013, après les échecs répétés du gouvernement Larayedh à vouloir imposer la loi n°2010/17 relative au service civil (privant les résidents en médecine du droit à bénéficier des critères de sursis et d'exemption), quelque 79 membres de l'assemblée constituante soumettent le 20 juin 2013, une proposition de loi de nature, selon eux, à remédier au manque de médecins spécialistes dans les régions de l'intérieur du pays. En effet, les inégalités de répartition des médecins spécialistes sont très importantes — il y a à Tunis un spécialiste pour 1 555 habitants, dans le gouvernorat du Kef un pour 9 391 et dans celui de Kasserine un pour 19 345 —, les généralistes étant un peu plus présents dans l'ensemble du territoire.

Le projet de loi n°38/2013 consiste à rajouter l'article 24bis à la loi n°1991/21 : 
« Avant de s'installer dans le secteur privé, les médecins spécialistes seront dans l'obligation de travailler trois années en alternance dans des services hospitalo-sanitaires ou hospitalo-universitaires dépendant des structures de la santé publique. Ces affectations seront déterminées par le ministère de la Santé selon ses besoins […] Le ministère de la Santé délivrera aux médecins concernés qui auront achevé la durée obligatoire de travail dans le secteur public un certificat à cet effet qui sera une condition pour s'installer dans le secteur libéral en tant que médecin spécialiste. »

## Mobilisation des médecins
Les syndicats d'internes et de résidents se mobilisent dès octobre 2013 avec une série de grèves qui n'ont toutefois pas de véritable effet. C'est à ce moment que le mouvement prend son nom. 
En décembre 2013 et en janvier 2014, les 2 500 résidents en médecine et en médecine dentaire boycottent à trois reprises le choix des postes pour le premier semestre 2014,. Les hôpitaux s'étant vidés de leurs résidents, les autorités sont contraintes de recourir aux réquisitions. Les externes en médecine et médecine dentaire boycottent à leur tour les examens du premier semestre de l'année universitaire 2013-2014. Les médecins hospitalo-universitaires apportent eux aussi leur soutien à la cause des résidents en médecine,. Le mouvement reçoit même des soutiens internationaux notamment de la part de l'Inter-syndicat national des internes français.

### Manifestation
Le 3 janvier 2014, alors que les nouveaux résidents en médecine boycottent le choix de spécialité, les médecins hospitalo-universitaires manifestent massivement devant le ministère de la Santé à Bab Saadoun,. Le professeur Chokri Kaddour, chef du service d'anesthésie-réanimation à l'Institut national de neurologie est agressé par un agent du ministère,.
Le même jour débute le sit-in des externes, internes et résidents en médecine dans les différentes facultés de médecine. Des étudiants en médecine entament une grève de la faim à Sfax puis à Monastir.

### Marche pour la dignité de la médecine
Le 7 janvier 2014, l'Union générale tunisienne du travail (UGTT) et l'Union générale des étudiants de Tunisie organisent une marche,, qui regroupe de 4 à 8 000 médecins, étudiants en médecine et médecins dentistes ; cette marche part de la faculté de médecine de Tunis pour aboutir au siège de l'assemblée constituante.

## Négociations
Malgré une campagne médiatique jugée hostile par les médecins,, et une mobilisation qui ne reçoit pas beaucoup d'appui dans la population — les médecins étant considérés comme privilégiés « à tort ou à raison » —, l'UGTT, principale centrale syndicale du pays, soutient la cause des internes et des résidents en médecine et met tout son poids dans les négociations avec le ministère de la Santé publique.
Le 24 janvier 2014, un accord est finalement signé, stipulant « que la partie administrative prendra les mesures nécessaires pour que le projet de loi n°38/2013 […] ne soit pas exposé en séance plénière de l'assemblée nationale constituante, cela afin que des solutions consensuelles soient trouvées avec les parties syndicales ». L'accord aboutit aussi à la création d'une première commission devant trouver des solutions alternatives au projet de loi n°38/2013 et à celle d'une seconde commission devant revoir les statuts juridiques des internes et des résidents en médecine. Le 24 juillet, un accord est signé entre le ministère de la Santé publique et l'UGTT et prévoit la mise en place d'un service national d'une année que les nouveaux médecins spécialistes exerceront dans les régions intérieures.

## Motivations
Le mouvement a pour origine le refus du projet de loi n°38/2013 puisqu'il entre en contradiction avec le principe de liberté du travail et parce qu'il condamne les médecins spécialistes à travailler, même en l'absence de conditions minimales requises pour l'exercice de leurs spécialités respectives.
La médecine étant aussi une profession libérale, une fois diplômé, le médecin devrait continuer à pouvoir choisir entre travailler pour l'État ou s'installer dans le privé. Ainsi Hatem Kotrane, professeur de droit à l'Université de Tunis, s'interroge sur l'impact et les conséquences du projet de loi n°38/2013 sur les droits fondamentaux au travail, y compris le droit des médecins spécialistes à choisir librement leur travail. Il appelle à l'interdiction de toute forme de travail forcé ou d'affectation obligatoire alors que la Tunisie s'est engagée peu après son indépendance à abolir celle-ci en signant les conventions C029 et C105 de l'Organisation internationale du travail.
La mobilisation des médecins a donc pour objectifs :
- d'encourager le recrutement volontaire dans les zones peu pourvues en médecins tel que recommandé par l'Organisation mondiale de la santé[38] ;
- de dénoncer l'état d'insalubrité relative de certaines structures hospitalières[39],[40] ;
- d'initier une réforme globale de la santé publique en Tunisie qui devrait commencer par la création de commissions conjointes entre les différents acteurs du secteur.

## Critiques
L'étude de l'économiste Mohamed Hédi Zaiem intitulée Les inégalités régionales et sociales dans l'enseignement supérieur, met en exergue les disparités régionales en matière d'études de médecine : la majorité des médecins est issue des couches aisées de la population et des régions côtières, ce qui expliquerait le refus d'exercer dans des régions aux conditions de travail plus difficiles.
Ce qui est fondamentalement reproché par la population aux jeunes médecins spécialistes, c'est leur état d'esprit « petit-bourgeois » et égoïste. En fait, ces derniers ne se soucieraient réellement que peu des besoins sanitaires de leurs compatriotes vivant dans les régions de l'intérieur du pays. Cette profonde incompréhension est exacerbée par la conduite mafieuse de certains médecins dans les hôpitaux régionaux et par l'activité privée complémentaire exercée par les grands patrons dans les hôpitaux universitaires des villes côtières,,. De nombreux fonctionnaires comme les instituteurs et les policiers effectuent déjà un service obligatoire de plusieurs années dans les zones de l'intérieur ou près des frontières. Il est reproché aux médecins spécialistes de ne pas contribuer au « pacte de solidarité nationale », perçu comme urgent depuis la révolution. Le débat pourrait finalement se résumer au bien-fondé ou non du droit des nations à contraindre des corps de métiers, ici les médecins spécialistes désirant s'installer dans le privé, à effectuer des travaux d'intérêt général pour lesquels ils ne se portent pas spontanément volontaires.